# Потаповская культура
Пота́повская культу́ра или потаповский культурный тип — группа археологических памятников переходного периода между средним и поздним бронзовым веком (первая четверть II тысячелетия до н. э.) в лесостепном Волго-Уральском регионе.
Часть потаповской керамики схожа с керамикой более ранней полтавкинской культуры среднего бронзового века, другая часть близка абашевской традиции, третья напоминает сосуды покровской срубной культуры.
Некоторые исследователи объединяют потаповские, синташтинские, новокумакские и другие памятники в синташтинскую культуру.
В потаповских могильных ямах и на подкурганных площадках лежали заупокойные жертвы — кости крупного рогатого скота, овец и коз. Есть и скелеты лошадей и деревянные конструкции. Покойники на левом боку, реже — на правом, степень скорченности не сильная.

## Палеогенетика
У представителей потаповской культуры, живших 4000 лет назад, были обнаружены Y-хромосомные гаплогруппы P1 (образец I0246/SVP41, могильник Утёвка VI, 2200—1800 лет до н. э.), R1a1a1b (I0419/SVP27, Утёвка VI, 2200—1900 лет до н. э.) и митохондриальные гаплогруппы C1, U2e1h (I0419/SVP27), T1a1.
В генетическом исследовании, опубликованном в журнале Science в 2018 году, было обнаружено, что потаповцы генетически связаны со шнуровиками, популяциями синташтинской, андроновской и срубной культур. Все эти популяции происходят от западных степных скотоводов (ямная культура), получивших примесь ранних европейских земледельцев в Центральной Европе. Генетические данные предполагают, что эти родственные культуры в конечном итоге произошли от возвратной миграции центральноевропейской популяции степного происхождения обратно в степь.